# Norman Malcolm
Norman Adrian Malcolm (* 11. Juni 1911 in Selden, Kansas; † 4. August 1990 in London) war ein amerikanischer Philosoph. Seine Promotion bekam er in Harvard, ab 1940 arbeitete er an der Princeton University.

## Leben
Während seines Aufenthaltes in Cambridge ab 1938 lernte er Ludwig Wittgenstein kennen und besuchte dessen Vorlesungen über die Grundlagen der Mathematik im Jahr 1939. Er wurde zu einem engen Freund Wittgensteins und seine 1958 veröffentlichten Memoiren (zu Deutsch: Erinnerungen an Wittgenstein) gelten heute als eines der besten Zeugnisse Wittgensteins bemerkenswerter Persönlichkeit.
1942 bis 1945 diente Malcolm der United States Navy. Die meiste Zeit seiner Karriere in Amerika verbrachte er an der Cornell University (1947 bis 1958), bevor er nach Großbritannien emigrierte. 1975 wurde Malcolm in die American Academy of Arts and Sciences gewählt.